# Weltcup im Kanusport

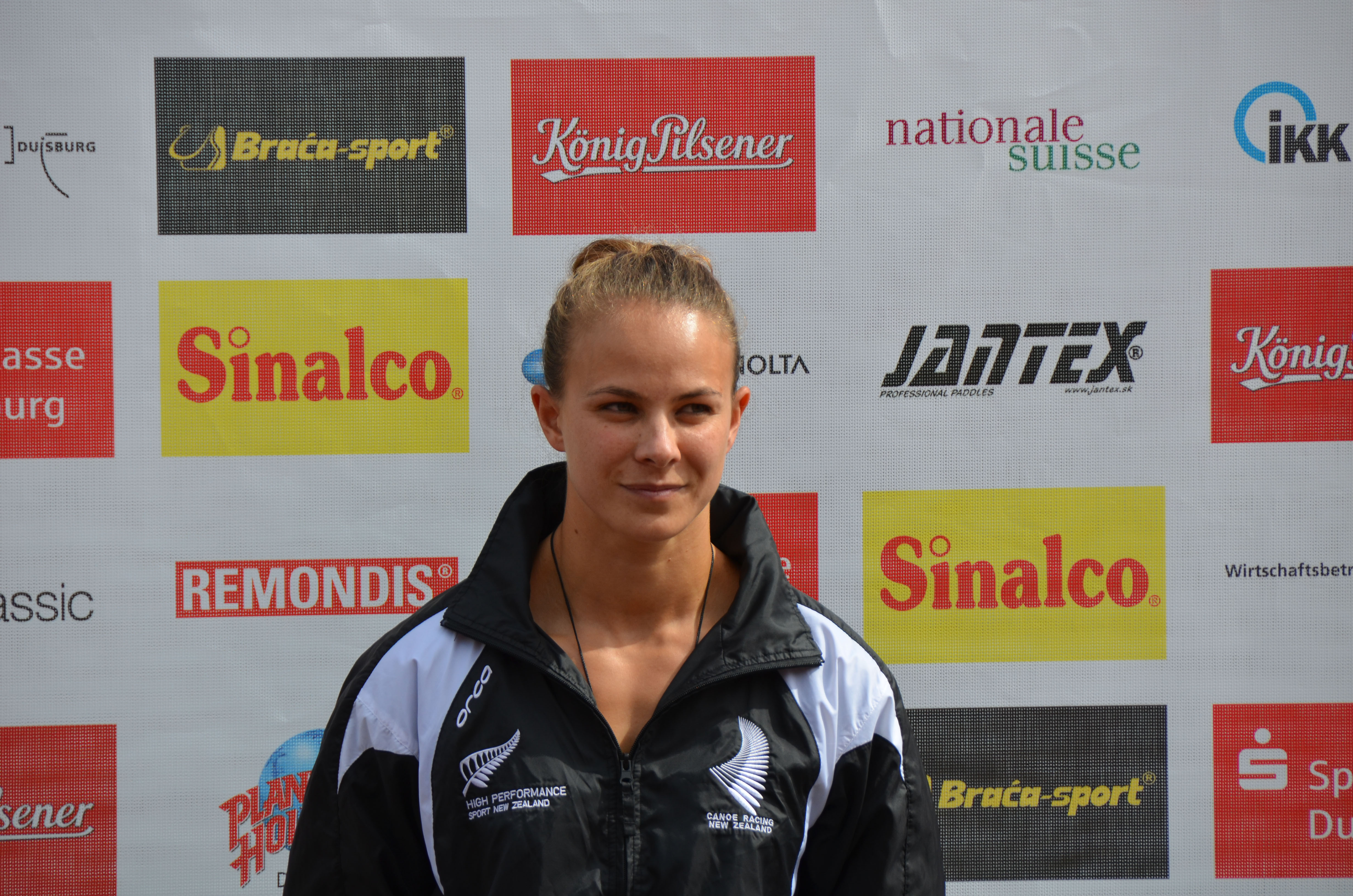
Lisa Carrington (2013)

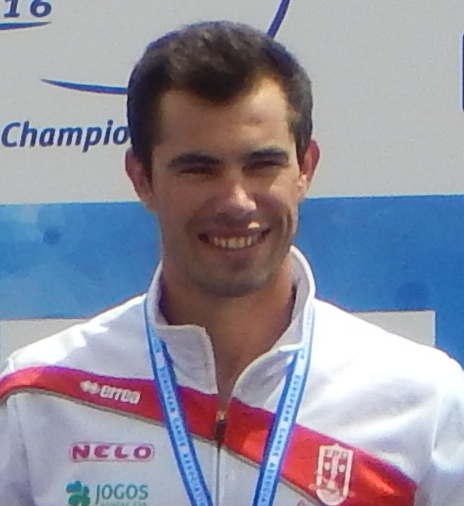
Fernando Pimenta, 2016

Ein Weltcup im Kanusport wird in mehreren Disziplinen ausgetragen.

## Kanurennsport-Weltcup
In den Kanurennsport-Weltcup (Canoe Sprint World Cup) wird von der International Canoe Federation (ICF) koordiniert. In die Wertung gehen jährlich meist vier Austragungen an verschiedenen Orten ein. Das Finale sind die Weltmeisterschaften und findet im August statt. In den Jahren, in denen Olympische Spiele stattfinden, wird keine Weltmeisterschaft veranstaltet, dann sind es meist nur drei Weltcup-Austragungen.
Für Herren gibt es Wettkämpfe über 1000 m in den Kategorien Einerkajak (K1), Zweierkajak (K2), Viererkajak (K4), Einerkanadier (C1) und Zweierkanadier (C2) sowie über 200 m in den Kategorien K1, K2 und C1. Für den Gesamtweltcup der Herren K1 werden die Distanzen 1000 m und 200 m gewertet.
Für Damen gibt es Wettkämpfe über 200 m und 500 m in den Kategorien K1, K2 und K4, sowie über 500 m im C1.

### Kanurennsport-Gesamtweltcup Herren
| Jahr | 1. Platz K1       | 2. Platz K1         | 3. Platz K1         | 1. Platz C1       | 2. Platz C1       | 3. Platz C1                 | Weltcup #1       | Weltcup #2 | Weltcup #3       | WM                  |
| ---- | ----------------- | ------------------- | ------------------- | ----------------- | ----------------- | --------------------------- | ---------------- | ---------- | ---------------- | ------------------- |
| 2013 | Max Hoff          | René Holten Poulsen | Ken Wallace         | –                 | –                 | –                           | Szeged           | Račice     | Poznań           | WM Duisburg         |
| 2014 | Max Hoff          | Mark De Jonge       | René Holten Poulsen | –                 | –                 | –                           | Mailand          | Račice     | Szeged           | WM Moskau           |
| 2015 | Mark De Jonge     | Maxime Beaumont     | Max Hoff            | –                 | –                 | –                           | Montemor-o-Velho | Duisburg   | Kopenhagen       | WM Mailand          |
| 2016 | Josef Dostál      | Maxime Beaumont     | René Holten Poulsen | Sebastian Brendel | Li Qiang          | Serghei Tarnovschi          | Duisburg         | Račice     | Montemor-o-Velho | –                   |
| 2017 | Maxime Beaumont   | Liam Heath          | Fernando Pimenta    | Martin Fuksa      | Tomasz Kaczor     | Sebastian Brendel           | Montemor-o-Velho | Szeged     | Belgrad          | WM Račice           |
| 2018 | Evgenii Lukantsov | Fernando Pimenta    | Max Rendschmidt     | Martin Fuksa      | Sebastian Brendel | Isaquias Queiroz Dos Santos | Szeged           | Duisburg   | –                | WM Montemor-o-Velho |
| 2019 |                   |                     |                     |                   |                   |                             | Poznań           | Duisburg   | –                | WM Szeged           |

### Kanurennsport-Gesamtweltcup Damen
| Jahr | 1. Platz K1             | 2. Platz K1             | 3. Platz K1             | 1. Platz C1               | 2. Platz C1               | 3. Platz C1     | Weltcup #1       | Weltcup #2 | Weltcup #3       | WM                  |
| ---- | ----------------------- | ----------------------- | ----------------------- | ------------------------- | ------------------------- | --------------- | ---------------- | ---------- | ---------------- | ------------------- |
| 2013 | Lisa Carrington         | Katrin Wagner-Augustin  | Spela Ponomarenko Janic | –                         | –                         | –               | Szeged           | Račice     | Poznań           | WM Duisburg         |
| 2014 | Lisa Carrington         | Yvonne Schuring         | Karolina Naja           | –                         | –                         | –               | Mailand          | Račice     | Szeged           | WM Moskau           |
| 2015 | Lisa Carrington         | Zhou Yu                 | Rachel Cawthorn         | –                         | –                         | –               | Montemor-o-Velho | Duisburg   | Kopenhagen       | WM Mailand          |
| 2016 | Lisa Carrington         | Inna Osipenko-Radomska  | Spela Ponomarenko Janic | Katie Vincent             | Liudmyla Luzan            | Dorota Borowska | Duisburg         | Račice     | Montemor-o-Velho | –                   |
| 2017 | Spela Ponomarenko Janic | Marta Walczykiewicz     | Lisa Carrington         | Kincső Takács             | Laurence Vincent-Lapointe | Virág Balla     | Montemor-o-Velho | Szeged     | Belgrad          | WM Račice           |
| 2018 | Linnea Stensils         | Emma Aastrand Jørgensen | Sarah Guyot             | Laurence Vincent-Lapointe | Olessja Romassenko        | Dorota Borowska | Szeged           | Duisburg   | –                | WM Montemor-o-Velho |
| 2019 |                         |                         |                         |                           |                           |                 | Poznań           | Duisburg   | –                | WM Szeged           |
| 2020 |                         |                         |                         |                           |                           |                 |                  |            |                  |                     |

## Kanuslalom-Weltcup
Der Kanuslalom-Weltcup (Canoe Slalom World Cup) wird unterschiedlich ausgetragen. 2011 fanden World Cups statt. Es gab für Damen und Herren jeweils eine Wertung für K1 und C1 sowie eine Wertung für Herren C2.

## Kanu-Wildwasserrennsport-Weltcup
Der Kanu-Wildwasserrennsport-Weltcup (Wildwater Canoeing World Cup) wird von der International Canoe Federation (ICF) koordiniert.
Für Damen und Herren gibt es jeweils Wettkämpfe in den Kategorien Einerkajak (K1), Einerkanadier (C1) und Zweierkanadier (C2).
Seit der Saison 2012 wurde die Anzahl der Weltcupwettkämpfe von je 3 auf jeweils 2 Sprint- und 2 Classic-Wettkämpfe reduziert.
| Jahr | Herren K1         | Damen K1          | Herren C1         | Damen C1          | Herren C2                           | Damen C2                          |
| ---- | ----------------- | ----------------- | ----------------- | ----------------- | ----------------------------------- | --------------------------------- |
| 2017 | Simon Oven        | Melanie Mathys    | Ondrej Rolenc     | Cecilia Panato    | Stephane Santamaria, Quenti Dazeur  | Alice Panato, Cecilia Panato      |
| 2018 | Simon Oven        | Melanie Mathys    | Louis Lapointe    | Cecilia Panato    | Tony Debray, Louis Lapointe         | Pauline Freslon, Lisa Lebouc      |
| 2019 | Felix Bouvet      | Mathilde Rosa     | Theo Viens        | Alba Zoe Grzin    | Theo Viens, Etienne Klatt           | nicht ausgetragen                 |
| 2020 | nicht ausgetragen | nicht ausgetragen | nicht ausgetragen | nicht ausgetragen | nicht ausgetragen                   | nicht ausgetragen                 |
| 2021 | Maxence Barouh    | Pauline Freslon   | Quentin Dazeur    | Cecilia Panato    | Pierre Troubady, Hugues Moret       | nicht ausgetragen                 |
| 2022 | Nejc Znidarcic    | Giulia Formenton  | Nicolas Sauteur   | Marie Nemcova     | Steohane Santamaria, Quentin Dazeur | Margot Beziat, Elsa Gaubert       |
| 2023 | Leo Montulet      | Giulia Formenton  | Theo Viens        | Laura Fontaine    | Marnoel Roussin, Pierre Troubady    | Hannah Müller, Mona Clavadetscher |
| 2024 | Nejc Znidarcic    | Mathile Rosa      | Tommaso Mapelli   | Cecilia Panato    | Stefano Mapelli, Giacomo Bianchetti | Kerry Christie, Emma Christie     |

## Kanufreestyle-Weltcup
Der Kanu-Freestyle-Weltcup (Canoe Freestyle World Cup) wird von der International Canoe Federation (ICF) ausgerichtet.
Für Damen und Herren gibt es Wettkämpfe in den Kategorien Einerkajak (K1), Einerkanadier (C1) und Zweierkanadier (C2).

### Kanurfreestyle-Gesamtweltcup Herren
| Jahr | 1. Platz K1      | 2. Platz K1            | 3. Platz K1  | 1. Platz Squirt | 2. Platz Squirt  | 3. Platz Squirt  |
| ---- | ---------------- | ---------------------- | ------------ | --------------- | ---------------- | ---------------- |
| 2018 | Tomasz Czaplicki | Joaquim Fontané I Maso | Dane Jackson | Alex Edwards    | Tomasz Czaplicki | Bartosz Czaudern |
| 2019 |                  |                        |              |                 |                  |                  |

### Kanurfreestyle-Gesamtweltcup Damen
| Jahr | 1. Platz K1 | 2. Platz K1      | 3. Platz K1   | 1. Platz Squirt                    | 2. Platz Squirt | 3. Platz Squirt   |
| ---- | ----------- | ---------------- | ------------- | ---------------------------------- | --------------- | ----------------- |
| 2018 | Zofia Tula  | Marlene Devillez | Hitomi Takaku | Hitomi Takaku und Yoshiko Suematsu | -               | Izabela Fidzinska |
| 2019 |             |                  |               |                                    |                 |                   |